# Старі-Град (громада, Сараєво)
Старі-Град (хорв. і босн. Opština Stari Grad, серб. Општина Стари Град) — боснійська громада, розташована в Сараєвському кантоні Федерації Боснії і Герцеговини. Адміністративним центром є місто Сараєво.
| Боснія і Герцеговина | Це незавершена стаття з географії Боснії і Герцеговини. Ви можете допомогти проєкту, виправивши або дописавши її. |